# Kostel svatého Petra a Pavla (Liberk)
Kostel svatého Petra a Pavla je římskokatolický dřevěný kostel v obci Liberk. Společně s nedalekou barokní dřevěnou farou, zvonicí a hřbitovem je chráněn jako národní kulturní památka České republiky.

## Historie
Unikátní barokní kostel svatého Petra a Pavla byl vystavěn v letech 1691-1692, kdy nahradil liberský původní kostel, který se společně s hradem Rychmberk nacházel vysoko nad údolím Liberského potoka. Ten byl však zbořen již v roce 1457, tedy 147 let od první písemné zmínky o hradu a obci.

## Architektura
Pro své architektonické hodnoty byl kostel v roce 2014 zapsán mezi národní kulturní památky České republiky. Areál národní kulturní památky doplňuje hřbitov, dřevěná zvonice a roubená fara. Tento dřevěný kostel se vyznačuje prvky lidové architektury a to především sedlovou střechou včetně stropu, nádherným barokním interiérem a obrazy malovanými na dřevě. Střecha kostela byla v roce 2014 opravena za účasti diecéze i obce Liberk.

## Interiér
Na výzdobě interiéru kostela se podílel místní rodák, řezbář a sochař Filip Jakub Prokop. Jeho dílo se v kostele uchovalo ve formě dřevěných soch českých patronů sv. Václava a sv. Jana Nepomuckého, vzácného oltáře a varhan. Filip Jakub Prokop se později proslavil u císařského dvora ve Vídni jako dvorní sochař Marie Terezie. Na počest F. J. Prokopa nechala obec umístit na místní mateřskou školu pamětní desku.

## Bohoslužby
Bohoslužby se konají dle ohlášení.

## Galerie

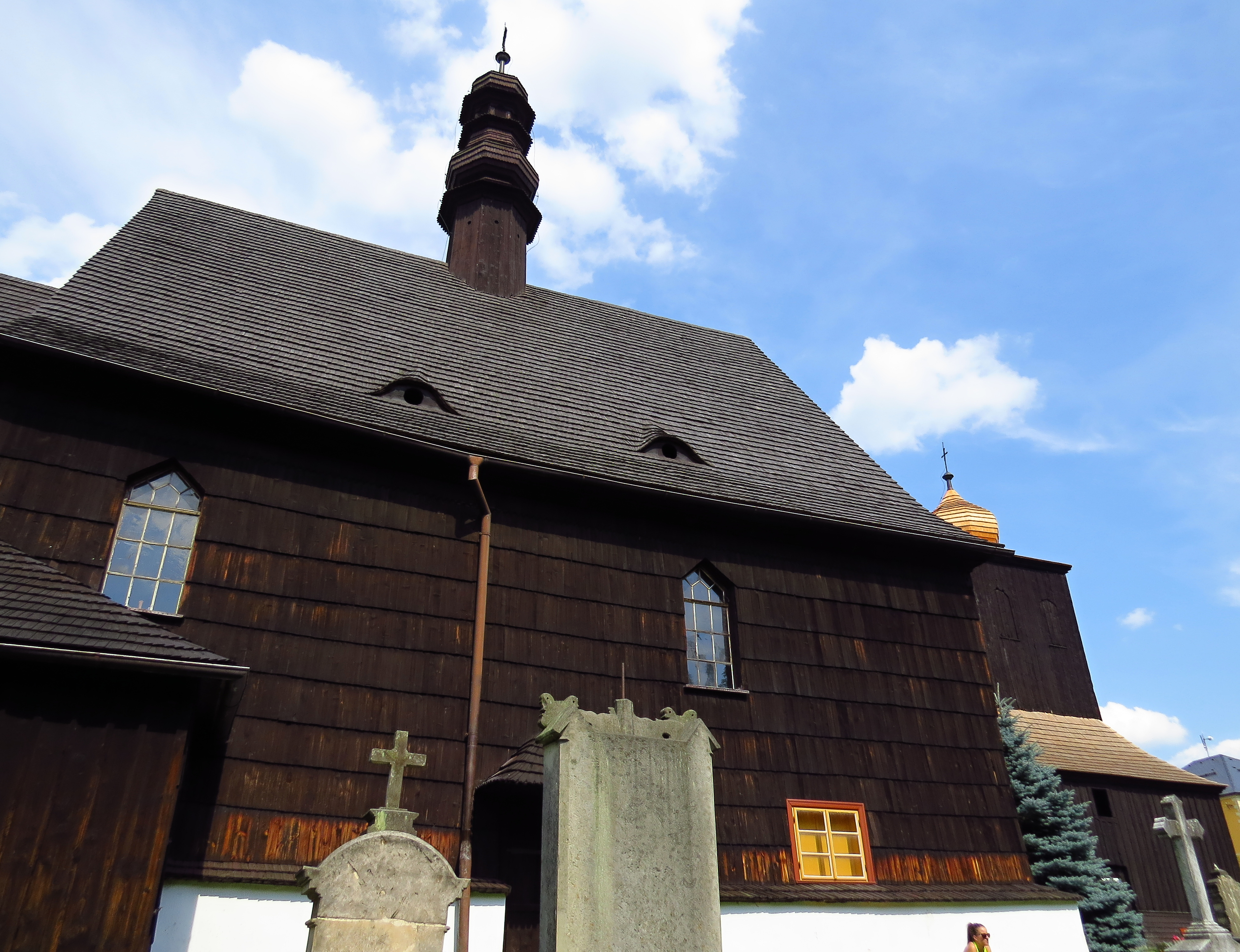
Západní strana kostela
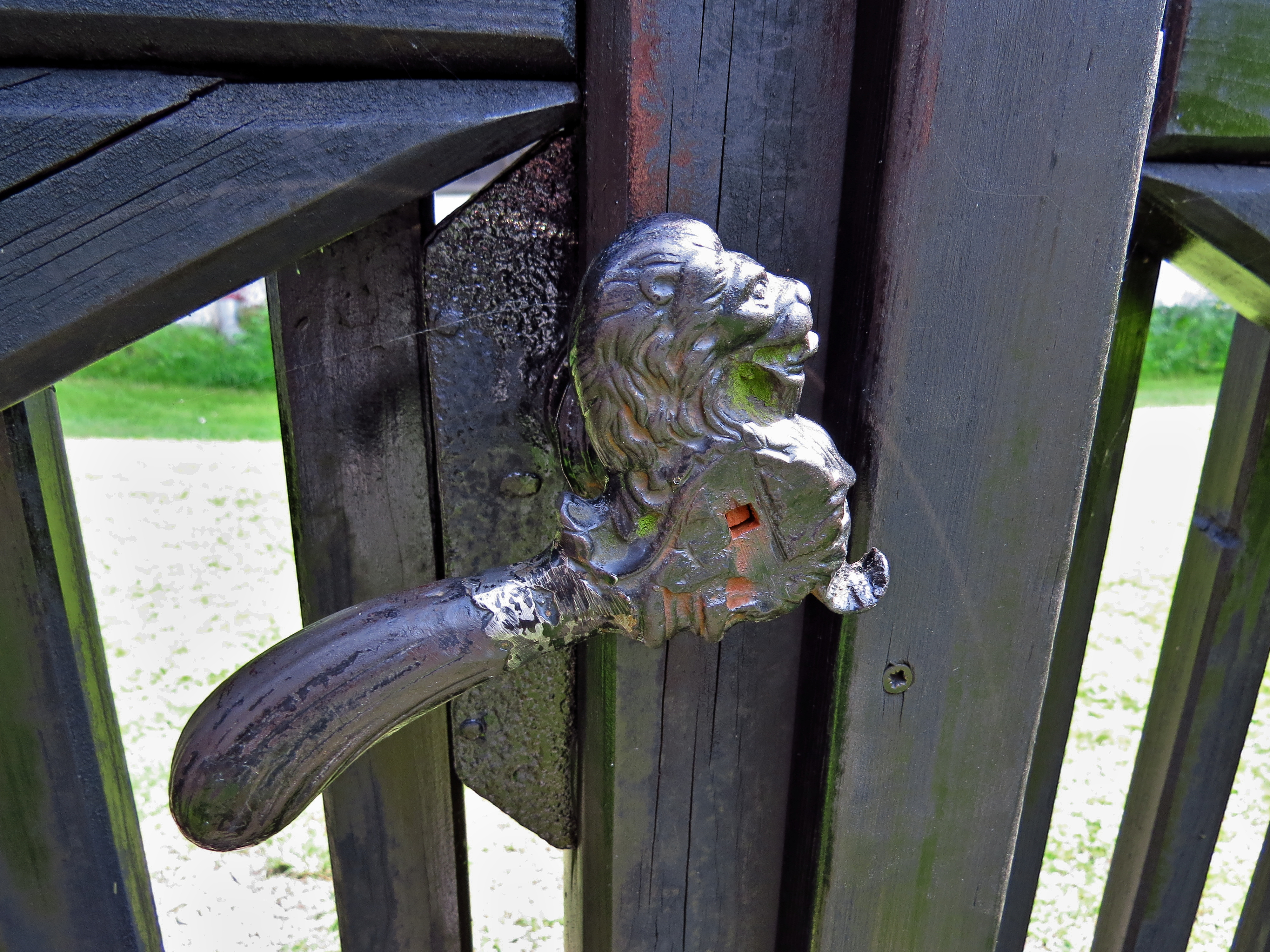
Detail kliky vstupní branky
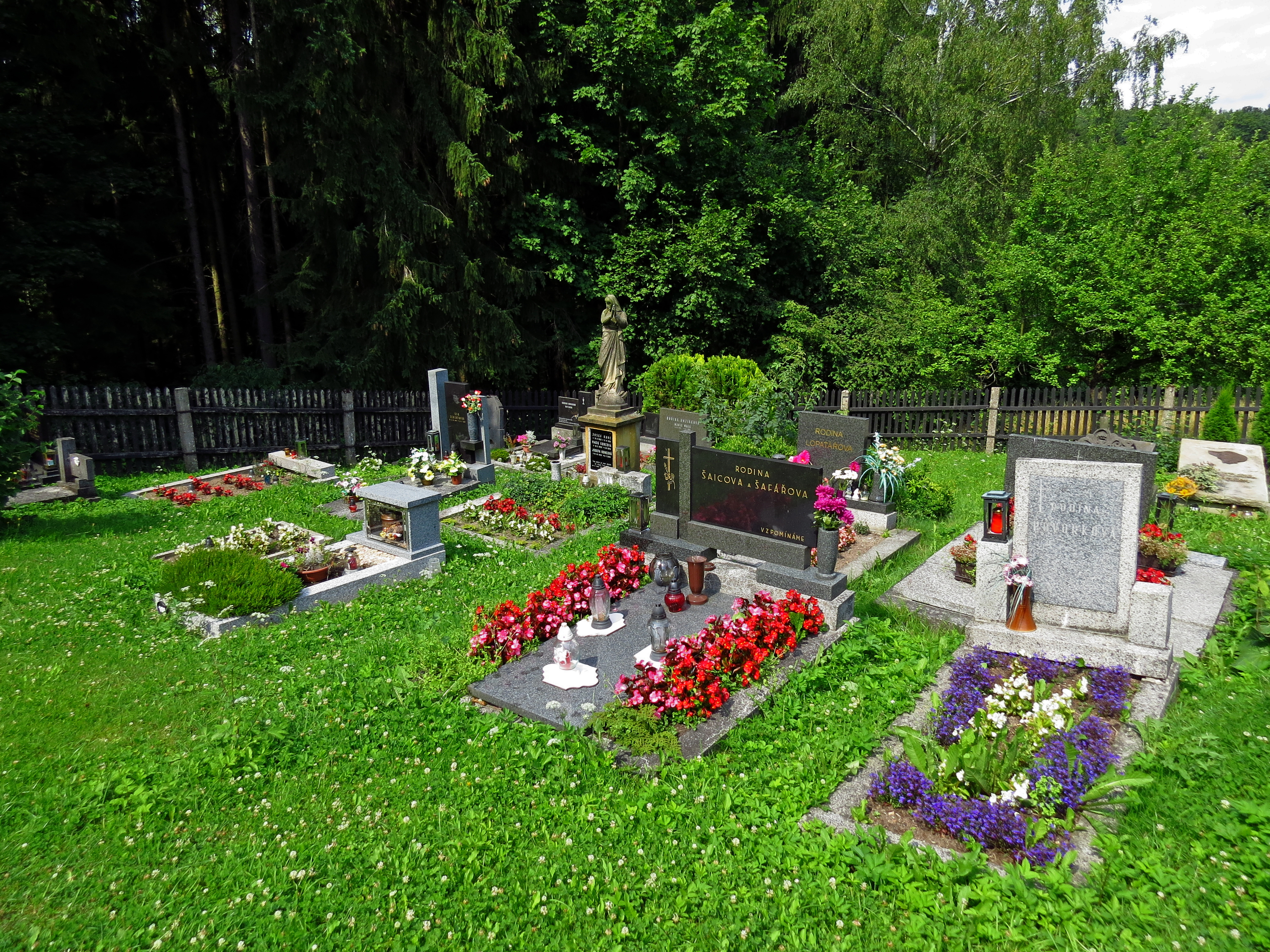
Farní hřbitov
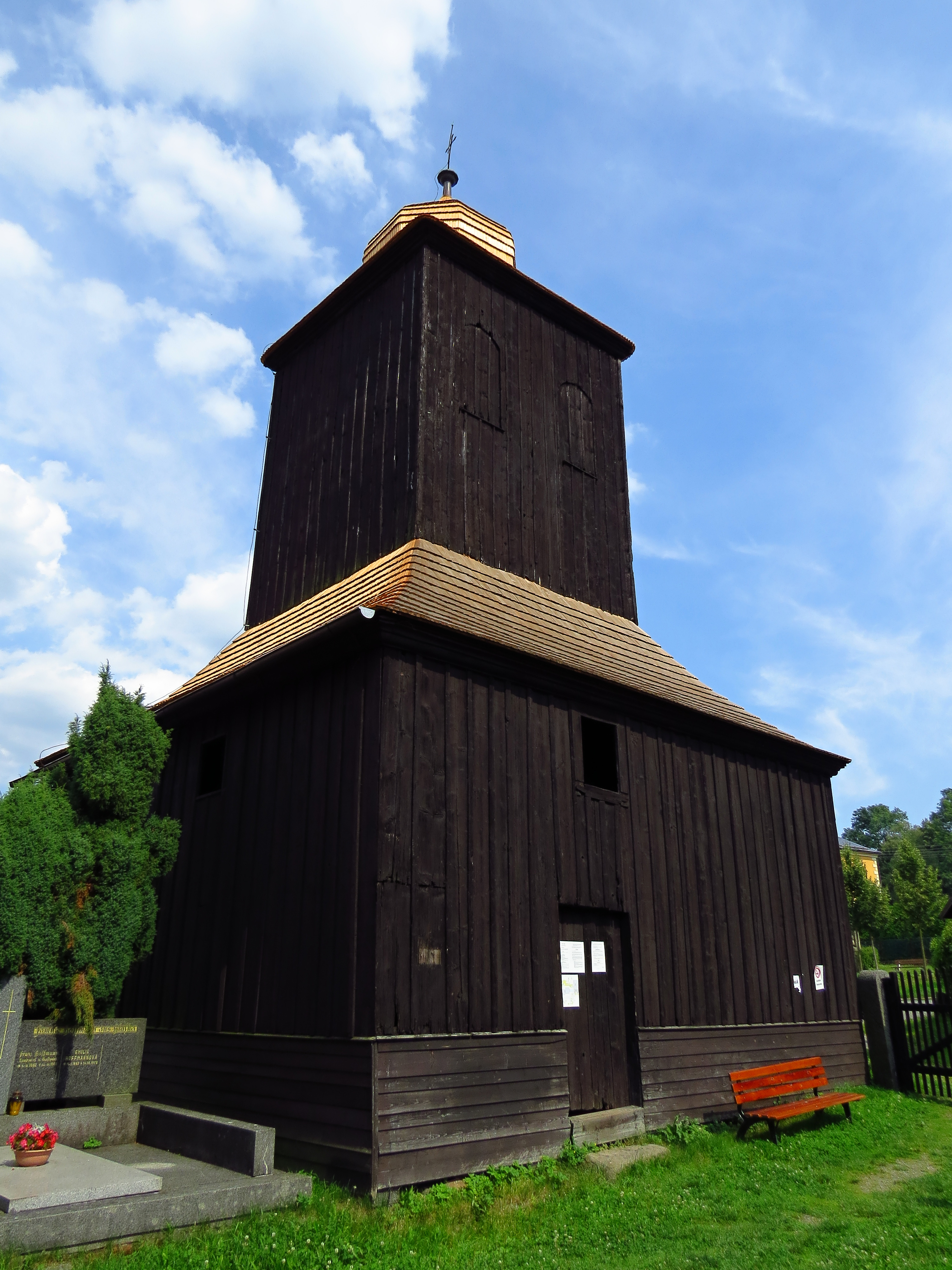
Dřevěná zvonice
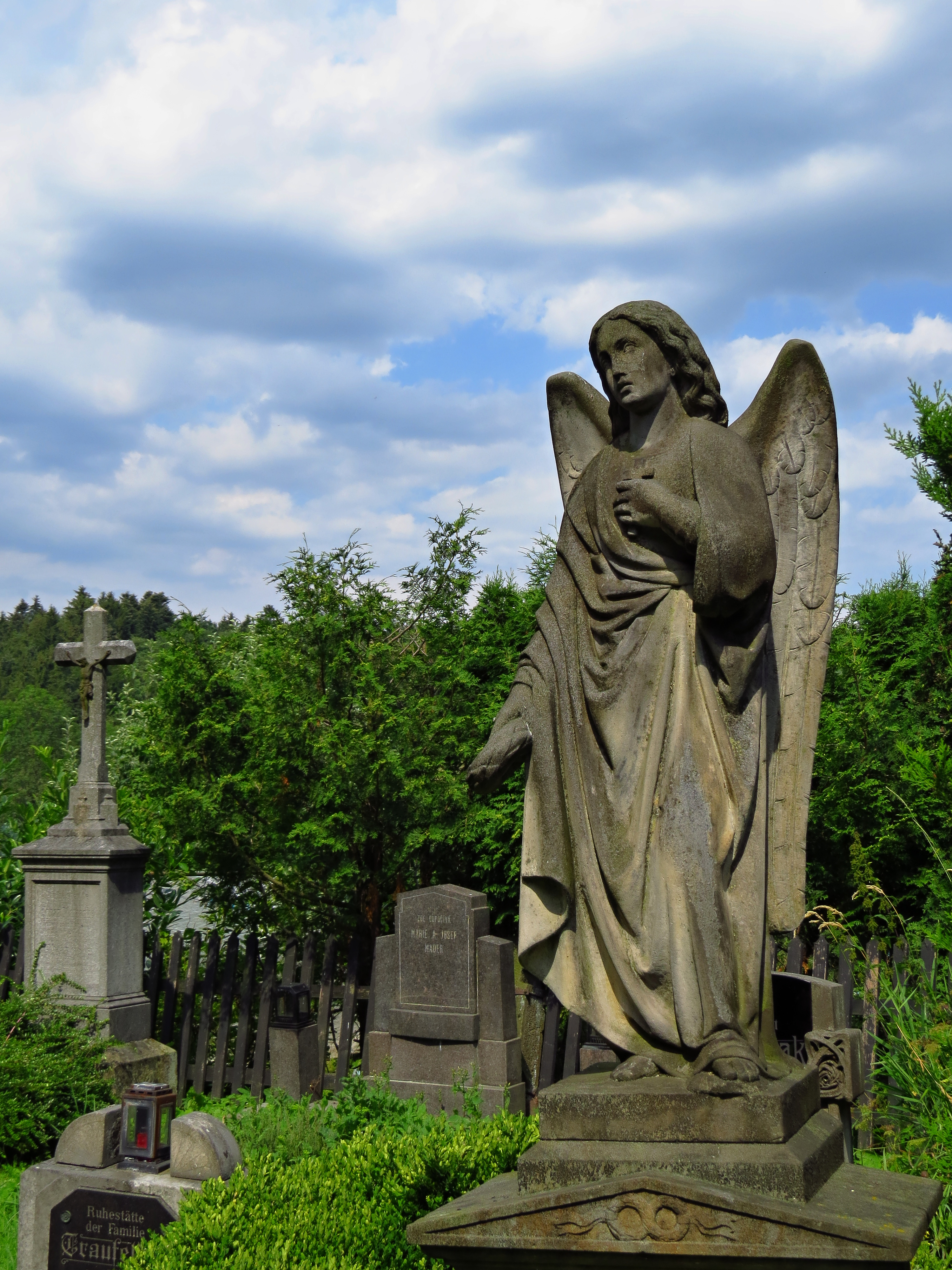
Sochařská výzdoba hřbitova